# Elisa Rigaudo
Elisa Rigaudo, italijanska atletinja, * 17. junij 1980, Cuneo, Italija.
Nastopila je na poletnih olimpijskih igrah v letih 1996, 2000, 2004, 2008 in 2012, leta 2000 je osvojila bronasto medaljo v hitri hoji na 20 km, ob tem je dosegla še šesto, sedmo in enajsto mesto. Na svetovnih prvenstvih je prav tako osvojila bronasto medaljo leta 2011, kot tudi na evropskih prvenstvih leta 2006.